# Grand Prix Cycliste de Québec 2012
Grand Prix Cycliste de Québec 2012 var den tredje udgav af Grand Prix Cycliste de Québec. Løbet blev afviklet fra 7. september som en del af UCI World Tour 2012. Løbet var 201.6 km langt og havde både start og mål i Quebec City, Quebec, Canada.

## Hold
18 ProTeams deltog:'
| - Ag2r-La Mondiale - Astana Pro Team - BMC Racing Team - Euskaltel-Euskadi - FDJ-BigMat - Garmin-Sharp | - Orica-GreenEDGE - Team Katusha - Lampre-ISD - Liquigas–Cannondale - Lotto-Belisol - Movistar Team | - Omega Pharma-Quick Step - Rabobank - RadioShack-Nissan-Trek - Team Saxo Bank-Tinkoff Bank - Team Sky - Vacansoleil-DCM |  |  |

3 UCI Professional Continental teams deltog:
| - Cofidis | - Europcar | - Spidertech |  |  |

## Resultat
|    | Rytter                  | Hold                    | Tid      | World Tour Point |
| -- | ----------------------- | ----------------------- | -------- | ---------------- |
| 1  | Simon Gerrans (AUS)     | Orica-GreenEDGE         | 4.53.04" | 80               |
| 2  | Greg Van Avermaet (BEL) | BMC Racing Team         | s.t.     | 60               |
| 3  | Rui Costa (POR)         | Movistar Team           | + 4"     | 50               |
| 4  | Luca Paolini (ITA)      | Team Katusha            | + 4"     | 40               |
| 5  | Tom-Jelte Slagter (NED) | Rabobank                | + 4"     | 30               |
| 6  | Diego Ulissi (ITA)      | Lampre-ISD              | + 4"     | 22               |
| 7  | Thomas Voeckler (FRA)   | Europcar                | + 4"     | –                |
| 8  | Fabian Wegmann (GER)    | Garmin-Sharp            | + 4"     | 10               |
| 9  | Gerald Ciolek (GER)     | Omega Pharma-Quick Step | + 4"     | 6                |
| 10 | François Parisien (CAN) | Spidertech              | + 4"     | –                |